# Романовка (Бердичевский район)
Рома́новка (укр. Романівка; до 2016 года — Радя́нское, до 1934 года Жидовцы́) — село на Украине, основано в 1350 году, находится в Бердичевском районе Житомирской области.
Код КОАТУУ — 1820885001. Население по переписи 2001 года составляет 915 человек. Почтовый индекс — 13319. Телефонный код — 4143. Занимает площадь 2,095 км².

## История
- 2016 — Верховная Рада переименовала село в Романовку[1].

Название Романовка происходит от основателя села Романа Рубинштейна, бердичевского купца, деда известных музыкантов.

## Адрес местного совета
13319, Житомирская область, Бердичевский р-н, с. Романовка, ул. Луганская, 101а